# Daniella Pineda

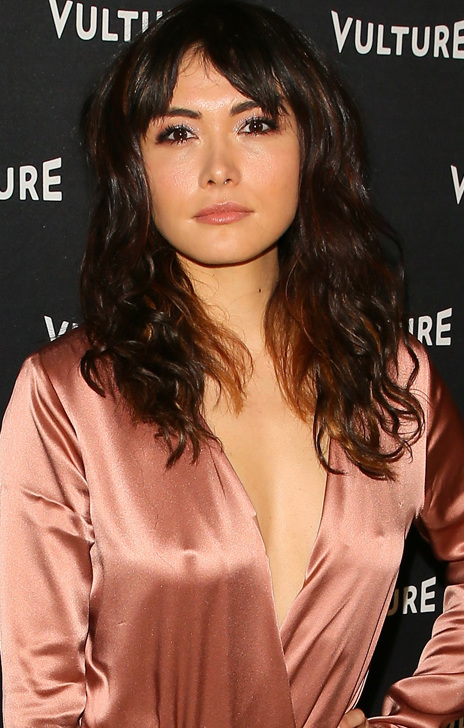
Daniella Pineda, 2016

Daniella Nicole Pineda (* 20. Februar 1987 in Oakland, Alameda County, Kalifornien) ist eine US-amerikanische Schauspielerin.

## Leben
Pineda wurde am 20. Februar 1987 in Oakland als Tochter mexikanischstämmiger Eltern geboren. Nach der allgemeinen Schule besuchte sie das Mills College, ein kulturwissenschaftliches College in Oakland.
Erste Bekanntheit erlangte Pineda durch aufgezeichnete Bühnensketche, die ins Internet gestellt wurden. Ihre Bühnenstücke stammten aus ihrer Feder.
2010 stand sie in einer Folge der Fernsehserie Men of a Certain Age vor der Kamera. Es folgten 2011 eine Besetzung im Film Newlyweds, 2012 der Kurzfilm Vitriolage und der Film The Fitzgerald Family Christmas sowie ein Auftritt in der erfolgreichen TV-Serie Homeland im selben Jahr. Internationale Bekanntheit erlangte sie durch ihre Rolle als Sophie Deveraux in Vampire Diaries und dessen Spin-off The Originals.
Von 2016 bis 2019 verkörperte sie in der Fernsehserie The Detour die Rolle der Vanessa in insgesamt 33 Episoden. 2018 verkörperte sie in Jurassic World: Das gefallene Königreich die Rolle der Zia Rodriguez. 2021 stellte sie im Netflix Original Cowboy Bebop die Rolle der Faye Valentine dar.

## Filmografie
- 2010: Men of a Certain Age (Fernsehserie, Episode 2x02)
- 2010–2011: CollegeHumor Originals (Fernsehserie, 3 Episoden)
- 2011: Newlyweds
- 2012: Vitriolage (Kurzfilm)
- 2012: The Fitzgerald Family Christmas
- 2012: Homeland (Fernsehserie, Episode 2x09)
- 2012: Midnight Sun (Fernsehfilm)
- 2012: Jacked (Kurzfilm)
- 2013: Vampire Diaries (The Vampire Diaries, Fernsehserie, Episode 4x20)
- 2013: Inside Amy Schumer (Fernsehserie, Episode 1x01)
- 2013–2014: The Originals (Fernsehserie, 9 Episoden)
- 2015: Sleeping with Other People
- 2015: American Odyssey (Fernsehserie, 13 Episoden)
- 2016: High Maintenance (Fernsehserie, Episode 1x03)
- 2016: 1, 2, 3… You Please. (Kurzfilm)
- 2016: Rachel Dratch’s Late Night Snack (Fernsehserie, Episode Taxi Driver meets The Sandlot)
- 2016–2019: The Detour (Fernsehserie, 19 Episoden)
- 2017: Mr. Roosevelt
- 2018: Jurassic World: Das gefallene Königreich (Jurassic World: Fallen Kingdom)
- 2019: Mercy Black
- 2019: What/If (Fernsehserie, 8 Episoden)
- 2020: Robot Chicken (Fernsehserie, Episode 10x14, Sprechrolle)
- 2020: Before/During/After
- 2020: Dream Corp LLC (Fernsehserie, 2 Episoden)
- 2020: Moderne Verführung (Modern Persuasion)
- 2021: Cowboy Bebop: The Lost Session (Kurzfilm)
- 2021: Cowboy Bebop (Fernsehserie, 10 Episoden)
- 2022: Jurassic World: Ein neues Zeitalter (Jurassic World Dominion)
- 2022: Tales of the Walking Dead (Fernsehserie, Episode 1x06)
- 2023: Plane
- 2023: Home Economics (Fernsehserie, 2 Episoden)
- 2024: The Power Within (Kurzfilm)
- 2024: Royal Crackers (Fernsehserie, Episode 2x07, Sprechrolle)
- 2024: Bang Bang
- 2025: The Accountant 2
- 2025: Dora auf der Suche nach Sol Dorado